# Muhand Khamis Saifeldin
Muhand Khamis Saifeldin (* 13. Januar 1999) ist ein katarischer Mittelstrecken- und Hindernisläufer.

## Sportliche Laufbahn
Erste Erfahrungen bei internationalen Meisterschaften sammelte Muhand Khamis Saifeldin bei den Jugendasienmeisterschaften 2015 in Doha, bei denen er die Goldmedaille über 2000 m Hindernis gewann und mit der katarischen Sprintstaffel (1000 Meter) auf den fünften Platz gelangte. Anschließend nahm er an den Jugendweltmeisterschaften in Cali teil, bei denen er mit 6:22,11 min in der Vorrunde ausschied. 2016 gewann er bei den Juniorenasienmeisterschaften in der Ho-Chi-Minh-Stadt in 9:26,79 min die Goldmedaille und schied bei den U20-Weltmeisterschaften im polnischen Bydgoszcz mit 9:29,76 min über 3000 m Hindernis erneut in der ersten Runde aus. 2018 nahm er an den Hallenasienmeisterschaften in Teheran teil und belegte dort in 1:56,94 min den fünften Platz im 800-Meter-Lauf. Bei den Juniorenasienmeisterschaften in Gifu verteidigte er seinen Titel im Hindernislauf und siegte in 3:49,30 min auch über 1500 Meter.
2019 nahm er erstmals an den Asienmeisterschaften in Doha teil und belegte dort in 3:45,61 min den achten Platz über 1500 Meter.

## Persönliche Bestzeiten
- 800 Meter: 1:52,77 min, 5. April 2017 in Paarl
  - 800 Meter (Halle): 1:56,94 min, 2. Februar 2018 in Teheran
- 1500 Meter: 3:43,62 min, 3. Mai 2019 in Doha
- 3000 m Hindernis: 8:51,97 min, 9. Juni 2018 in Gifu